# Лалетин, Виталий
Виталий Лалетин (род. 10 мая 1989г, Красноярск, СССР) — российский профессиональный армрестлер, один из сильнейших тяжеловесов мира. Чемпион международных турниров East vs West  и King of the Table, известен своей техникой и физической выносливостью.
Сильнейшая Левая рука по версии East vs West.

## Биография
Виталий Лалетин родился 16 мая 1984 года в России. Спортом начал заниматься с детства, но серьёзный интерес к армрестлингу проявил в юношеском возрасте. Первые успехи пришли на региональных соревнованиях, где он быстро зарекомендовал себя как перспективный атлет с выдающейся физической силой и техникой.
Вскоре Лалетин начал выступать на всероссийском уровне и добился титулов чемпиона России, а затем — побед на европейских и мировых первенствах. На международной арене он неоднократно представлял сборную России, соревнуясь с сильнейшими армрестлерами планеты. За свою карьеру он становился многократным чемпионом мира по версии WAF (World Armwrestling Federation) и участвовал в коммерческих лигах, включая Professional Armwrestling League и турниры East vs West.
Лалетин известен не только своими спортивными достижениями, но и вкладом в развитие армрестлинга в России. Он тренируется и выступает за команду «АРМ Кузбасс», базирующуюся в Кемеровской области. За пределами профессионального спорта активно участвует в армрестлинг-сообществе, поддерживает молодых спортсменов и ведёт публичную деятельность.

## Стиль борьбы
Виталий Лалетин специализируется на верховой тяговой борьбе (toproll). Отличается взрывным стартом, высоким захватом и мощной работой кистью. С первых мгновений он стремится сломать контроль соперника, уводя его руку вверх и в сторону. Борется технично, избегая силового крюка, предпочитая дистанцию и работу рычагами. Известен высокой выносливостью и умением удерживать позицию в статике.

## Примечательные матчи
| Дата             | Турнир                    | Соперник          | Рука   | Счёт | Примечание                                        |
| ---------------- | ------------------------- | ----------------- | ------ | ---- | ------------------------------------------------- |
| 10 мая 2025      | King of the Table 14      | Майкл Тодд        | Правая | 3-0  | Тяжёлая победа                                    |
| 15 февраля 2025  | East vs West 16           | Артём Морозов     | Левая  | 4-2  | Стал чемпионом EW                                 |
| 3 ноября 2024    | East vs West 15           | Георгий Дзеранов  | Правая | 3-0  | Полное доминирование                              |
| 6 июля 2024      | East vs West 13           | Артём Морозов     | Правая | 3-0  | Полное доминирование                              |
| 1 июня 2024      | King of the Table 11      | Камиль Яблонски   | Левая  | 4-2  | Победа в титульном бою                            |
| 24 февраля 2024  | King of the Table 10      | Дэйв Чаффи        | Правая | 4-1  | Победа в суперматче                               |
| 26 августа 2023  | East vs West 9            | Реваз Лутидзе     | Правая | 3-0  | Победа за два активных раунда (3-й — технический) |
| 6 мая 2023       | East vs West 7            | Тобиас Спорронг   | Левая  | 3-0  | Доминантная победа                                |
| 27 августа 2022  | AMC Tournament            | Дмитрий Силаев    | Правая | 1-0  | Победа в суперматче                               |
| 8 декабря 2019   | Vendetta URPA #68         | Леван Сагинашвили | Правая | 0-6  | Поражение от действующего чемпиона                |
| 14 сентября 2019 | Vendetta URPA #62         | Евгений Прудник   | Правая | 5-1  | Победа в рейтинговом матче                        |
| 6 апреля 2019    | Vendetta Top-8 (1-й этап) | Дмитрий Трубин    | Правая | 6-0  | Победа в турнире Top-8                            |

## Достижения
- Чемпион East vs West в супертяжёлом весе (левая рука, 2025)
- Победитель King of the Table 11 и 14
- Многократный чемпион России
- Участник турниров PAL и Top 8